# Kleinaitingen
Kleinaitingen es un municipio alemán situado en el distrito de Augsburgo, en el estado federado de Baviera. Tiene una población estimada, a fines de 2023, de 1369 habitantes.